# THE ViViD COLOR
『THE ViViD COLOR』（ザ・ヴィヴィッド・カラー）は、日本のヴィジュアル系ロックバンド・ViViDが2009年10月21日にIndie PSC.からリリースした1枚目のミニアルバム。

## 内容
公式サイトの紹介文は音速で進化する、期待のニューカマーが放つ衝撃のMini Album。目も眩むそのViViD COLORを全身で受け止めろ！。
デビューから3カ月でリリースされたミニアルバムで、シングルは未収録。インディーズ時代唯一のアルバム作品。これ以降2年半以上の間、メジャーデビューを挟みながらシングルやDVDのみのリリースを続ける。
初回限定盤、通常盤の2タイプでのリリースでそれぞれCDの収録曲数が異なる。初回限定盤は3000枚限定リリースで、「69-II」のミュージック・ビデオとそのメイキング映像が収録されたDVD付き。また翌年2010年の2月1日には通常盤が再発売された。

## 収録曲

### 初回限定盤
CD
1. 69-II　[4:35]
2. butterfly　[4:41]
3. Chroni狂　[3:35]
タイトルの読み方は「クロニクル」。
4. 波紋　[5:05]
5. 星ノ雨　[4:51]

DVD
- 69-IIミュージック・ビデオ
- 69-IIミュージック・ビデオ・メイキング

### 通常盤
1. 69-II
2. butterfly
3. キミコイ　[3:53]
通常盤のみ収録。メジャーデビュー後、シングル「REAL」で再録されてカップリングに収録された。
4. 星ノ雨
5. Chroni狂
6. 波紋
7. Trail of Tears　[5:27]
通常盤のみ収録。